# Benguela (tỉnh)
Benguela là một tỉnh của Angola. Tỉnh lỵ là Benguela. Diện tích tỉnh này là 31.788 km² với dân số khoảng 600.000 người. Theo thống kê năm 1988 của Chính phủ Mỹ, dân số tỉnh này là 297.700 người sinh sống ở thành thị và 308.800 người sống ở nông thôn, với tổng dân số ước khoảng 606.500 người . Các đô thị ở tỉnh này gồm Lobito, Bocoio, Balombo, Ganda, Cubal, Caimbambo, Baia-Farta và Chongorói.